# Gramsh
Gramsh (albánsky také Gramshi) je malé město ležící v jihovýchodní Albánii. Má okolo 12 000 obyvatel (odhad z roku 2006). Obec se nachází v údolí řeky Devolli, asi 40 kilometrů na jih od Elbasanu, na svahu nad řekou. Gramsh je hlavním městem okresu, který nese stejné jméno.

## Historie

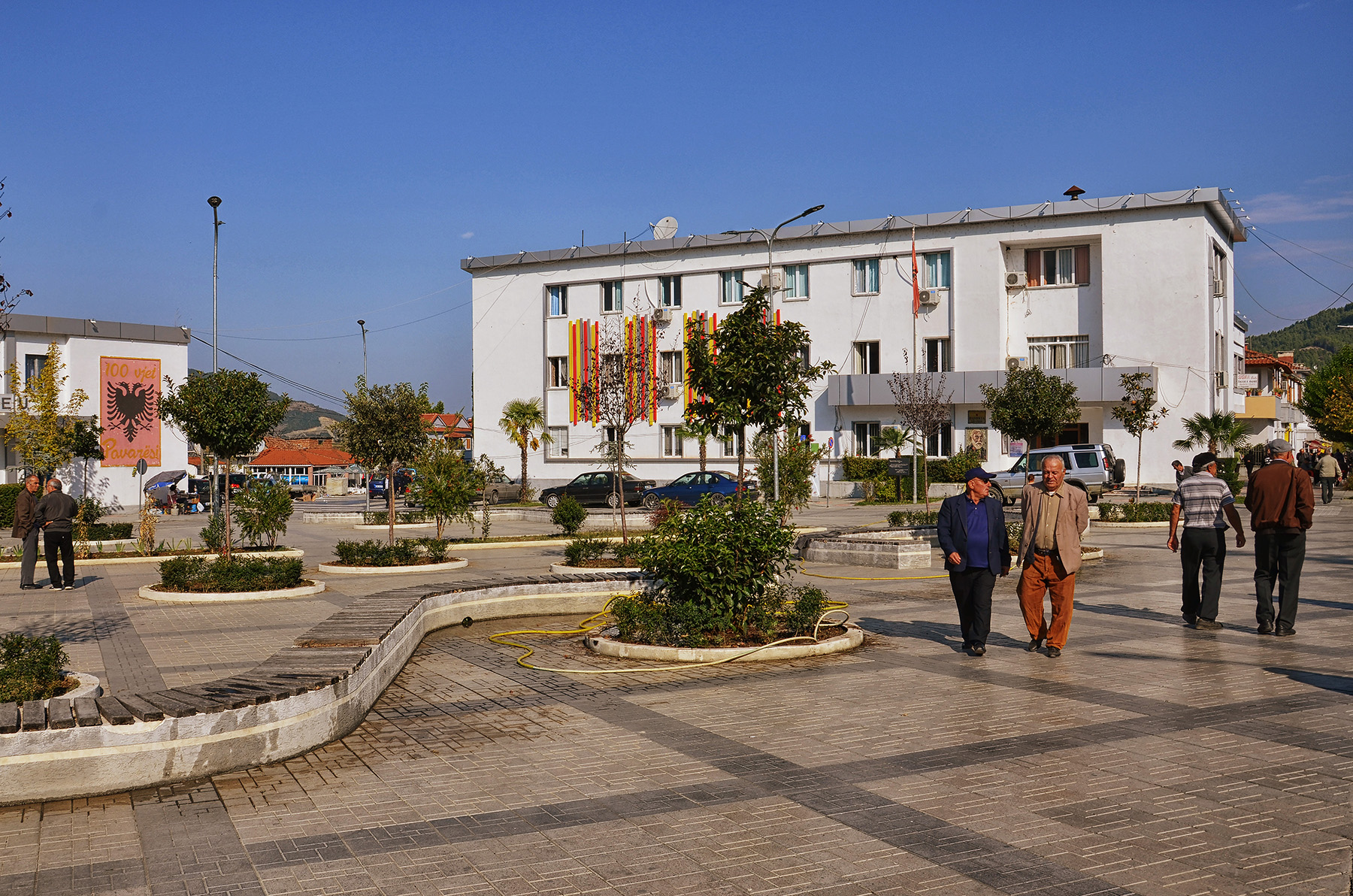
Hlavní náměstí.

Do roku 1921 bylo v tureckých záznamech a mapách známé pod názvem Grameç. Vzniklo v lokalitě, která byla osídlená již v době antiky. V roce 1960 získal statut města a o pět let později se stal i municipalitou, pod níž byly zahrnuty i okolní vesnice. Po druhé světové válce bylo přebudováno i centrum města, vzniklo zde moderní náměstí a bytové domy. Postaven byl také kulturní dům.
Po roce 1991 byl ve středu města postaven katolický chrám.

## Administrativní dělení
Z administrativního hlediska se město Gramsh skládá z 10 správních jednotek, konkrétně: Gramsh, Pishaj, Kodovjat, Kukur, Kushovë, Lenie, Poroçan, Skënderbegas, Sult dahe Tunjë. 

## Ekonomika
V dobách existence socialistické Albánie patřil Gramsh k velmi málo rozvinutým oblastem v zemi a jedinou formou obživy zde bylo zemědělství nebo chov dobytka.
K severnímu okraji města dosahuje vzdutí vodní elektrárny Banjë, která stojí na řece Devoli.
V Gramshi se nachází zbrojovka. Dříve bylo známé pod přezdívkou Město kalašnikovů.

## Kultura
Ve městě se nachází kulturníc centrum pojmenované po Thomě Prifti. 

## Zajímavost
Podle města se jmenuje příjmení italského filozofa Antonia Gramsciho.

## Sport
Působí zde fotbalový tým FK Gramshi. 